# كونفايد إن مي
«كونفايد إن مي» (بالإنجليزية: Confide in Me)‏ أو «ثق بي» هي أغنية للفنانة الأسترالية كايلي مينوغ من ألبومها الخامس كايلي مينوغ. أصدرت في 29 أغسطس 1994، قبل شهر من صدور الألبوم. والأغنية من كلمات ستيف أندرسون،  ديف سيمان وأوين بارتون، في تم إنتاجها وتلحينها من قبل فريق برذرز إن ريذم. تم تسجيل الأغنية في تشيلسي، لندن في عام 1993 بعد أن وقعت كايلي مع العلامة البريطانية ديكونستراكشن ريكوردز. تم إنتاج الأغنية في الأصل كتسجيل تجريبي ولكنها استخدمت في النهاية كقطعة نهائية. من ناحية الموسيقى، فالأغنية تتضمن أنواعا موسيقية متعددة من موسيقى البوب والتريب هوب والموسيقى الشرقية. أدت مينوغ الأغنية في عدد من جولاتها العالمية مثل جولة أون أ نايت لايك ذيس،  وجولة كايلي فيفر 2002،  وجولة أفروديت العالمية.
أشاد العديد من نقاد الموسيقى بالأغنية ووصفها بعضهم بأنها إحدى أفضل أغاني مينوغ، وأثنوا على الإصدار التجاري. وكانت أغنية ناجحة تجاريا، وبلغت المراكز العشرين الأوائل في أستراليا، فنلندا، فرنسا، ايرلندا، اليابان، نيوزيلندا، السويد، سويسرا والمملكة المتحدة. أصدرت الأغنية أيضا في الولايات المتحدة، حيث دخلت قائمة بيلبورد لأغاني الرقص. كما أنتج فيديو كليب للأغنية، حيث ظهرت مينوغ في ستة أزياء مختلفة، وتحاول كايلي إقناع جمهورها بأن يثقوا بها.
تلقى الفيديو كليب مراجعات إيجابية، وكان ناجحا من الناحية التجارية. وفاز بثلاث جوائز في حفل توزيع جوائز أريا للموسيقى، وذلك عن أفضل أغنية أسترالية مبيعا، أكثر أغنية رقص أسترالية مبيعا، وأفضل فيديو. كما كانت سابع أفضل أغنية وثالث أفضل فيديو في جوائز سماش هيتس عام 1994. قام عدة فنانين بأداء الأغنية مثل هرتس، نيرينا بالوت، وقام مغني الراب إكسامبل بوضع جزء منها على أغنيته «نو سليب فور ذا ويكد».